# Ion Solomon
Ion Solomon (n. 1890, comuna Porumbacu de Sus, comitatul Făgăraș, Regatul Ungariei – d. 1979, Cluj-Napoca, România) a fost un deputat în Marea Adunare Națională de la Alba Iulia, organismul legislativ reprezentativ al „tuturor românilor din Transilvania, Banat și Țara Ungurească”, cel care a adoptat hotărârea privind Unirea Transilvaniei cu România, la 1 decembrie 1918.

## Biografie și familie
Ion Solomon s-a născut la 1 martie 1890, în comuna Porumbacu de Sus, comitatul Făgăraș. Tatăl  său, Dionisie, era brigadier regal silvic, iar mama, Maria, casnică.

## Studii
A urmat școala primară în Porumbacu de Sus, iar liceul la Făgăraș și Sibiu, unde și-a luat bacalaureatul. După absolvirea liceului s-a înscris la Facultatea de Medicină din Cluj, ca bursier Gojdu, pe care a absolvit-o în 1916.

## Viața și activitatea
În anul 1914 a fost mobilizat și trimis pe front ca medic militar în diferite zone ale teatrului de lupte, beneficiind intermitent de concedii, în care și-a dat examenele, astfel încât a absolvit facultatea fără să piardă prea mulți ani.
Toamna anului 1918 l-a găsit în satul natal, unde a luat parte la pregătirile consătenilor pentru preluarea puterii de la vechea administrație, dr. I. Solomon făcând parte din Gărzile Naționale și Consiliul Național Român din Arpașu de Sus.
Într-o adunare a sătenilor a fost ales ca delegat, cu credențional, titular la Marea Adunare Națională din 1 Decembrie de la Alba-Iulia, ca reprezentant al Cercului Arpașu de Sus, comitatul Făgăraș și, împreună cu participanții la Marea Adunare, a trăit bucuria împlinirii visului milenar al neamului său.
După votarea actului istoric, în calitate de delegat între cei 1228, s-a întors în satul natal, însuflețit cu noul entuziasm ce cuprindea întregul popor român în acele vremuri. A activat ca medic de circumscripție în satul natal, iar în anul 1919 s-a căsătorit cu tânăra Maria, născută Popa, din Sibiu, părinții fiind originari din Făgăraș. În anul următor s-a mutat la Orăștie, unde a activat până în anul 1945, când se stabilește la Cluj, unde a lucrat până la pensionare, ca medic primar de circumscripție.
Conform lucrării lui Florea Marin „Medicii și Marea Unire”, Ion Solomon „a fost un om modest, care n-a alergat după posturi mari și deosebite onoruri.”  .A rămas medic de circumscripție urbană, fiind prototipul medicului de familie, iubit și respectat de toți cei care l-au cunoscut. Ion Solomon „avea fire de artist, cu o voce splendidă de bariton. În tinerețe a urmat și Conservatorul, dar părinții i-au dorit o carieră mai practică, astfel a renunțat la cariera de artist pentru cea de medic.”.
A decedat aproape nonagenar, în anul 1979 și se odihnește în Cimitirul Central al orașului Cluj, nu departe de corifeii școlii medicale clujene.